# Saint-Denis-en-Val
Saint-Denis-en-Val è un comune francese di 7 389 abitanti situato nel dipartimento del Loiret nella regione del Centro-Valle della Loira.

## Amministrazione

### Gemellaggi
Il comune è gemellato con:
- Pandino, dal 2001

## Società

### Evoluzione demografica
Abitanti censiti